# Теја (митологија)
Теја (грч. Θεία) је у грчкој митологији једна од титанки, кћер Урана и Геје. 

## Митологија
Свом брату, титану Хипериону, родила је троје деце: Хелија, Селену и Еос. Била је божанство вида и сјајног светлог ведрог неба. Стари Грци су веровали да очи емитују светлост попут лампе, што би омогућавало да се види све што та светлост обасја. Према аналогији, она је даривала злато, сребро и драго камење својом блиставошћу и вредношћу. Као Ихнаја, што би значило „пратња богиње“ поседовала је пророчиште у Фтиотиди у Тесалији, те је била пророчанска богиња попут својих сестара, Фебе, Мнемосине, Дионе и Темиде. На то указује и њено име, које је у вези са речју theiazô („божанска“ или „пророчанска“). Њена имена су још и Еурифеса и Етра. Заправо, она је сматрана женским принципом Етра, пошто је владала истим ентитетима.

## Друге личности
- Помињала се и Океанида са овим именом, која је имала синове Керкопе.[3] Највероватније је представљена на црнофигуралном лекиту из 550-500. п. н. е. како заједно са Океаном моли Херакла да ослободи њене синове.[4] Према предању, она их је била упозорила на овог јунака, али је они нису разумели.[1]
- Теја је била и Хиронова кћерка, пророчица, коју је силовао Еол. Због овога се плашила да ће је отац казнити када за то сазна, а није смела да се исповеди ни богињи Артемиди у чијој је пратњи била. Посејдон ју је претворио у кобилу Евипу (или Еуипу), али пре свега да би олакшао свом пријатељу Еолу, а када је ождребила Меланипу, поставио ју је у сазвежђе Коња, док је кћерку претворио у девојчицу.[5]